# Верхні Гаї
Ве́рхні Гаї́ (до 1946 року — Гаї Вижні) — село Дрогобицького району Львівської області.
З 2020 року входить до Дрогобицької міської громади.
24 грудня 2020 року на II сесії Дрогобицької міської ради на посаду старости сіл Нижні Гаї, Верхні Гаї, Бійничі затвердили колишнього голову села Нижні Гаї — Василя Василенка.

## Назва
7 травня 1946 року село Гаї Вижні перейменовано на село Верхні Гаї і Гаї-Вижнянську сільську Раду — на Верхньогаївську

## Розташування
До Дрогобича 12 км. Через село проходить залізниця, станція Верхні Гаї. В селі окрім мурованої церкви є дерев'яна Пр. Трійці 1910. Неподалік від села розташоване заповідне урочище «Лази».

## Географія
Село розташоване на правому березі річки Ворони.

## Історія
20 серпня 1409 року король Владислав ІІ Яґайло подарував села Почаєвичі та Гаї Верхні й Нижні Дрогобицького повіту Станіславові Коритку з правом спадкоємства.

### Село перед 1939 р
У селі (була) дерев'яна церква з 1910 р., дім читальні «Просвіти», кооператива.

1 серпня 1934 р. було створено ґміну Нойдорф в дрогобицькому повіті з центром в селі Нойдорф. До неї увійшли сільські громади: Болехівців, Верхніх Гаїв, Нижніх Гаїв, Нойдорф, Почаєвичів, Раневичів.

Найбільш оживлена в повіті читальня «Просвіти». Один з найкращих самоосвітніх гуртків молоді, театральний гурток.
Село належало до парафії в Гаях Нижніх.

## Населення
Згідно з переписом УРСР 1989 року чисельність наявного населення села становила 1050 осіб, з яких 496 чоловіків та 554 жінки.
За переписом населення України 2001 року в селі мешкало 1039 осіб.

### Мова
Розподіл населення за рідною мовою за даними перепису 2001 року:
| Мова       | Відсоток |
| ---------- | -------- |
| українська | 99,62 %  |
| російська  | 0,19 %   |
| польська   | 0,10 %   |
| румунська  | 0,10 %   |

## Персоналії
- Вітик Семен Гнатович (1876—1937) — громадсько-політичний і профспілковий діяч на Дрогобиччині.
- Гембусь Іван Ярославович (1980—2022) — солдат Збройних Сил України, учасник російсько-української війни.